# 贝莱区
贝莱区（法語：Arrondissement de Belley）是法国安省所辖的一个区。总面积1584.2平方公里，总人口121944，人口密度77人/平方公里（2018年）。主要城镇为贝莱。

## 辖区
贝莱区辖有105个市镇。